# Средний Двор (Вологодская область)
Средний Двор — деревня в Кадуйском районе Вологодской области.
Входит в состав Никольского сельского поселения (до 2015 года входила в Андроновское сельское поселение), с точки зрения административно-территориального деления — в Андроновский сельсовет.
Расстояние по автодороге до районного центра Кадуя — 44 км, до центра сельсовета деревни Андроново — 6 км. Ближайшие населённые пункты — Копосово, Марковская, Пособково.
По переписи 2002 года население — 6 человек.